# Омлоп хет Нијувсблад 2025.
Омлоп хет Нијувсблад 2025.. било је 80 издање једнодневне бициклистичке трке Омлоп хет Нијувсблада, која је одржана 1. марта у Белгији, као други класик у сезони, прва трка у оквиру фландријских класика и четврта трка у оквиру UCI ворлд тура 2025. Одржана је дан прије Кирн—Брисел—Кирна, са којим чини викенд отварања и означава почетак прољећних класика, а неки медији су објавили да означава почетак праве бициклистичке сезоне. Укупне дужина је износила 197 km, старт је био у Генту, а циљ у Ниновеу, вожено је седам секција калдрме и десет успона, од чега је последњи био Босберг на 13 km до циља. Највећи фаворити били су Ваут ван Арт, Том Пидкок, Алберто Бетиол, Хонатан Нарваез, Јан Тратник, Јаспер Филипсен и Пол Мањије.
Трка је завршена групним спринтом, у којем је побиједио Серен Вереншолд испред Мањијеа и Филипсена, а у групи је дошло 49 возача, док је завршило њих 155.

## Тимови
На трци је учествовало 25 тимова, са по седам возача. Свих 18 ворлд тур тимова имало је аутоматску позивницу и били су обавезни да учествују на свим тркама које су биле у ворлд тур прије 2017. године, док су два најбоља про тур тима за претходну сезону такође имали аутоматску позивницу за све ворлд тур трке а трећи на свим једнодневним ворлд тур тркама. Лото, Израел—премијер тех и Уно—Х мобилити су била три најбоља про тур тима на крају сезоне 2024. и имали су загарантовано учешће на свим ворлд тур тркама, док су специјалне позивнице добили Ку 36.5 про сајклинг, Фландрес—балоисе, Тудор про сајклинг и Унибет тиетама рокетс.
UCI ворлд тур тимови:
| - Алпесин—декунинк - Аркеа—бб хотелс - Бахреин—викторијус - Визма—лејз а бајк - Групама—ФДЈ - Декатлон АГ2Р ла мондијал - ЕФ едукејшон—изипост - Инеос гренадирс - Интермарше—ванти | - Кофидис - Лидл—трек - Мовистар - Пикник постнл - Ред бул—Бора–ханзго - Судал—Квик-степ - УАЕ тим емирејтс ХРГ - ХДС Астана - Џејко—алула |

UCI про тур тимови:
| - Израел—премијер тех - Лото - Ку 36.5 про сајклинг - Тудор про сајклинг | - Унибет тиетама рокетс - Уно—Х мобилити - Фландрес—балоисе |

## Новчане награде
Укупан новчани фонд на трци износио је 40.000 евра. Побједник је добио 16.000, другопласирани 8.000, трећепласирани 4.000, четвртопласирани 2.000, а награде је добијало првих 20 возача, с тим да су сви возачи од десетог до 20. мјеста добијали по 400 евра.
| Позиција | Износ       | Износ |
| Позиција | Крај трке   |       |
| -------- | ----------- | ----- |
| 1.       | 16.000 евра |       |
| 2.       | 8.000 евра  |       |
| 3.       | 4.000 евра  |       |
| 4.       | 2.000 евра  |       |
| 5.       | 1.600 евра  |       |
| 6.       | 1.200 евра  |       |
| 7.       | 1.200 евра  |       |
| 8.       | 800 евра    |       |
| 9.       | 800 евра    |       |
| 10—20.   | 400 евра    |       |

## Резултати
| Позиција | Возач                     | Тим                   | Вријеме    |
| -------- | ------------------------- | --------------------- | ---------- |
| 1.       | Серен Вереншолд (НОР)     | Уно—Х мобилити        | 4ч 37' 53" |
| 2.       | Пол Мањије (ФРА)          | Судал—Квик-степ       | + 0"       |
| 3.       | Јаспер Филипсен (БЕЛ)     | Алпесин—декунинк      | + 0"       |
| 4.       | Брент ван Мур (БЕЛ)       | Лото                  | + 0"       |
| 5.       | Самјуел Вотсон (УК)       | Инеос гренадирс       | + 0"       |
| 6.       | Лукаш Кубиш (СВК)         | Унибет тиетама рокетс | + 0"       |
| 7.       | Пит Алегарт (БЕЛ)         | Кофидис               | + 0"       |
| 8.       | Винченцо Албанезе (ИТА)   | ЕФ едукејшон—изипост  | + 0"       |
| 9.       | Марајн ван ден Берг (ХОЛ) | ЕФ едукејшон—изипост  | + 0"       |
| 10.      | Луис Аски (УК)            | Групама—ФДЈ           | + 0"       |